# История философского пессимизма
Философский пессимизм — это философская школа, которая критически относится к существованию, подчёркивая присущие ему страдания и тщетность жизни. Эта точка зрения прослеживается в различных религиозных традициях и философских трудах на протяжении всей истории.
Ранние проявления пессимизма можно найти в работах античных философов, таких как Гегесий Киренский, и в индийских буддийских текстах. Однако современный дискурс о философском пессимизме во многом сформировался под влиянием немецкого философа Артура Шопенгауэра:4, чьи идеи в XIX веке представляли собой систематическую критику философского оптимизма.
Последующие мыслители, такие как Эмиль Чоран и Дэвид Бенатар, развили пессимистическую мысль и бросили вызов оптимизму.

## В религии

### Буддизм
Исторически философский пессимизм, предположительно, впервые проявился на Востоке, в частично религиозном аспекте буддизма. В Дхармачакра-правартана-сутре Гаутама Будда устанавливает первую благородную истину о духкхе или страдании, как фундаментальном признаке существования: 

«Итак, монахи, это благородная истина страдания: рождение — это страдание, старение — это страдание, болезнь — это страдание, смерть — это страдание; единение с тем, что неприятно — это страдание; отделение от того, что приятно — это страдание; не получить желаемого — это страдание; короче говоря, пять совокупностей, подверженных цеплянию — это страдание.»
Это оказало бы определённое влияние на греко-римскую философию, начиная с периода Птолемеев и далее, в частности, на пессимистическую доктрину Гегесия Киренского. Этот тезис особенно выдвинут Жан Мари Гюйо, который в разгар полемики о немецком пессимизме (1870—1890 гг..) обнаруживает в философии Гегезиаса пессимистическую тему буддизма, которую он рассматривает как «паллиатив жизни»: он резюмирует это следующим образом: 

«Чаще всего надежда приносит с собой разочарование, наслаждение порождает пресыщение и отвращение; в жизни количество печалей больше, чем удовольствий; следовательно, искать счастья или только удовольствия тщетно и противоречиво, поскольку на самом деле печалей всегда будет в избыток; к чему надо стремиться, так это только избегать печали; теперь, чтобы чувствовать меньше печали, есть только один способ: сделать себя безразличным к самим удовольствиям и к тому, что их производит, притупить чувствительность, уничтожить желание. Таким образом, безразличие, отречение здесь являются, как единственный паллиатив жизни.»

### Иудаизм и христианство
Экклезиаст — это литературное произведение о мудрости из Ветхого Завета. В главе 1 автор выражает свой взгляд на тщету (или бессмысленность) человеческих стремлений в жизни: 

Слова Учителя, сына Давида, царя Иерусалимского: «Бессмысленно! Бессмысленно!» — говорит Учитель. «Совершенно бессмысленно! Всё бессмысленно». Что люди получают от всех своих трудов, которыми они трудятся под солнцем? Поколения приходят и уходят, но земля остаётся навсегда. Солнце встаёт и заходит, и спешит обратно туда, где оно встаёт. Ветер дует на юг и поворачивает на север; он кружит и кружит, когда-либо возвращаясь на свой курс. Все ручьи впадают в море, но море никогда не бывает полным. Туда, откуда берутся ручьи, они возвращаются снова. Всё это утомительно, больше, чем можно выразить словами. Глаз никогда не насытится зрением, а ухо — слухом. Что было, то будет снова, что было сделано, то будет сделано снова; нет ничего нового под солнцем.
Смерть — основная составляющая авторского пессимизма. Хотя он считает мудрость более ценной, чем глупость, смерть по сути сводит на нет её превосходство, и из-за этого автор испытывает отвращение к жизни: 

Я увидел, что мудрость лучше глупости, точно так же, как свет лучше тьмы. У мудрых есть глаза в голове, в то время как глупец блуждает во тьме; но я пришёл к пониманию, что их обоих постигает одна и та же участь. Тогда я сказал себе: «Судьба дурака постигнет и меня. Что тогда я получу, будучи мудрым?» Я сказал себе: «Это тоже бессмысленно». О мудрых, как и о дураках, недолго будут помнить; уже наступили дни, когда оба были забыты. Как и дурак, мудрый тоже должен умереть! Итак, я возненавидел жизнь, потому что работа, выполняемая под солнцем, была тяжела для меня. Всё это бессмысленно, погоня за ветром.
В главе 4 автор также выражает антинаталистические мысли, формулируя, что лучше тех, кто уже мертв, тот, кто ещё не родился:

Я снова посмотрел и увидел всё угнетение, которое происходило под солнцем: я увидел слёзы угнетённых — и у них нет утешителя; сила была на стороне их угнетателей — и у них нет утешителя. И я заявил, что мёртвые, которые уже умерли, счастливее живых, которые всё ещё живы. Но лучше обоих тот, кто никогда не рождался, кто не видел зла, творящегося под солнцем.
Были проведены некоторые параллели между Книгой Экклезиаста и древним месопотамским литературным произведением под названием Диалог о пессимизме, составленным около 1500 г. до н. э. в древней Месопотамии. Принимая форму диалога между хозяином и рабом, хозяин при обмене не может определиться с каким-либо планом действий, отдавая приказы своему рабу, прежде чем немедленно отменить их и довести его до отчаяния, что было истолковано как выражение тщетности человеческих действий.
В Библии Иисус иногда проявлял сомнения относительно ценности мира, например, в Евангелии от Иоанна: «Если бы ты принадлежал миру, мир любил бы тебя как своего собственного. Потому что ты не принадлежишь миру, но я выбрал тебя из мира — поэтому мир ненавидит тебя».

### Гностицизм
Гностицизм — сложное религиозное движение, основанное на греко-латинской философии, чаще всего называющее себя «истинным» христианством, хотя христианские церкви считают его еретическим. Для него характерна философия спасения, основанная на «гнозисе» (духовном знании), другими словами, на знании божественного, и на очернении земного мира, созданного злой силой. В целом, гностик относится к своему телу негативно: это «тюрьма», «могила» или «труп», где было заперто его подлинное «Я». Это чужеродная вещь, которую нужно терпеть, «нежеланный спутник» или «незваный гость», который тянет дух вниз, погружая его в унизительное забвение своего происхождения. Плоть интерпретируется в этом смысле как состояние унижения и страдания, порождаемое демонической силой, извращённой или ослабленной, скрывающейся в материи. Это состояние обрекает всех людей на жизнь в своего рода аду, который есть не что иное, как разумный мир. Пессимистическое видение гностиков распространяется на весь космос, задуманный как неудавшаяся работа, даже фатальная или преступная. Человек «брошен» в неё, а затем заперт без надежды.
В гностической мысли проблема зла является острым вопросом, который приводит к принятию дуалистической точки зрения. Действительно, гностик вынужден либо противопоставлять Бога и дух материи или злому принципу, либо отличать от трансцендентного Бога, неизвестного или чуждого миру и абсолютно доброго, низшего или злонамеренного бога, творца мира и тел. В этом последнем случае божественное, полностью отвергнутое за пределами разумного, остаётся только в «светлой» части человеческой души, однако у подавляющего большинства людей оно угасло. В дополнение к утверждению изначально злого характера мира, гностики представляют его герметично закрытым, окружённым «внешней тьмой», «великим морем» или «железной стеной», отождествляемой с небесным сводом. Он не только укреплён против Бога, но и сам Бог был вынужден защищаться от влияния мира. Таким образом, неумолимые барьеры препятствуют побегу души из земного царства.
Обуреваемый чувством чужака в мире, куда его угораздило пасть, гностик обнаруживает, что по сути он уроженец потустороннего мира, хотя его тело и его низменные страсти принадлежат этому миру. Затем он понимает, что принадлежит к расе (геносу) избранных, высших и «гиперкосмических» существ. Если он отчаянно тоскует по загробной жизни, то это потому, что он испытывает внутри себя щемящую ностальгию по первоначальной родине, с которой он пал. Эта тоска затрагивает верхнюю часть его души, которая является божественным принципом в изгнании здесь, на земле, и которая может быть спасена только признанием её первоначального происхождения — собственно гнозиса. Те, чья высшая часть души исчезла или кто лишён её, то есть все индивидуумы, которых гностики называют гиликами (большинство людей и все животные), обречены на уничтожение или скитаться по этому миру, проходя ужасающий цикл перевоплощений.

## Древняя Греция

### Гегесий Киренский
Гегесий Киренский был греческим философом, родившимся в Кирене, Ливия, около 290 года до н. э.; он происходил из двойственной сократической и гедонистической традиции киренейской школы, но явно отличается от неё приписываемым ему радикальным философским пессимизмом. Все его труды утеряны, и мы знаем о его философии только из того, что Диоген Лаэртский говорит о нём, который считал его «сторонником самоубийства». Лаэртский впервые приводит Гегесию прямое утверждение невозможности счастья: как и более поздние философские пессимисты, Гегесий утверждал, что прочного счастья достичь невозможно и что всё, что мы можем сделать, это стараться по возможности избегать боли: 

Полного счастья существовать не может; из-за того, что тело полно множества ощущений, и что разум сочувствует телу и испытывает беспокойство, когда оно испытывает беспокойство, а также из-за того, что удача предотвращает многие вещи, которые мы лелеяли в ожидании; так что по всем этим причинам совершенное счастье ускользает от нашего понимания.
Гегесий утверждал, что мудрецу безразличны все внешние объекты, события и поступки, даже смерть: «для глупого человека целесообразно жить, но для мудрого человека это вопрос безразличия». Согласно Цицерону, Гегесий написал книгу под названием Смерть от голода (греч. ἀποκαρτερῶν), которая предположительно убедила многих людей в том, что смерть желаннее жизни, за что он получил прозвище Убеждающий в смерти (греч. πεισιθάνατος). Из-за этого Птолемей II Филадельф запретил Гегесию преподавать в Александрии.

## Средневековье
Аль-Маарри и Омар Хайям — два средневековых писателя, известных выражением философски-пессимистического мировоззрения в своей поэзии. Аль-Маарри придерживался антинаталистской точки зрения, соответствующей его пессимизму, утверждая, что детей не следует рождать, чтобы избавить их от боли и страданий жизни. Хайям разделяет это мнение, предполагая, что счастье заключается в том, чтобы вообще не рождаться. Личный опыт Аль-Маарри, в том числе его слепота и философские течения того времени, ещё больше повлияли на его взгляды на жизнь.
Омар Хайям, напротив, выражая пессимистические настроения, иногда перемежает свои размышления моментами гедонистического веселья. Ранняя потеря отца и последующие трудности, с которыми он столкнулся, способствовали его пессимизму, как и осознание упадка интеллектуальных и научных достижений в исламском мире в то время.
Оба поэта выражают общее убеждение в том, что жизнь полна боли и страданий. Их поэзия раскрывает взаимное понимание мира как места отчаяния, где смерть воспринимается как освобождение от бремени жизни; хотя Хайям, в частности, призывает наслаждаться мимолетными радостями жизни, несмотря на присущие ей печали.
Более того, оба поэта выражают скептическое отношение к религии и её лидерам, рассматривая их как орудия угнетения, а не как источники утешения. Аль-Маарри критикует лицемерие религиозных деятелей, а Хайям ставит под сомнение природу божественной справедливости в мире, полном страданий. Их общее презрение к общественным нормам распространяется и на их взгляды на дружбу и брак, где оба поэта выражают недоверие и пессимизм в отношении человеческих отношений.

## XVII век

### Бальтасар Грасиан
«Критикон» Бальтасара Грасиана считается развёрнутой аллегорией человеческих поисков счастья, которые на Земле оказываются бесплодными; роман рисует мрачную и безрадостную картину человеческого существования.
Его книга афоризмов «Карманный оракул» посвящена культурному идеалу desengaño, который обычно переводят как «разочарование». Однако, как говорят, Грасиан утверждал, что жизненный путь — это путь, на котором человек избавляется от заблуждений о мире, но не от иллюзий. Дженнифер А. Хердт утверждает, что Грасиан считал, что «то, что ценится в мире, обманчиво просто потому, что кажется прочным и долговечным, но на самом деле непостоянно и преходяще. Осознав это, мы отказываемся от погони за тем, что исчезает, и стремимся ухватиться за то, что остаётся».
Артур Шопенгауэр активно изучал работы Грасиана и считал «Критикон» «абсолютно уникальной <…> книгой, созданной для постоянного использования <…> спутником на всю жизнь <…> для тех, кто хочет преуспеть в большом мире». Пессимистические взгляды Шопенгауэра сформировались под влиянием Грасиана, и он перевёл «Карманный оракул» и «Искусство благоразумия» на немецкий язык. Он хвалил Грасиана за его афористический стиль (т. н. консептизм) и часто цитировал его в своих работах.

### Блез Паскаль
Блез Паскаль подходил к пессимизму с христианской точки зрения. Он известен тем, что опубликовал «Мысли» — серию пессимистичных афоризмов, призванных подчеркнуть несовершенство человеческой природы и обратить людей к спасению через католическую церковь и Бога.
Будучи математиком и физиком первой величины, Паскаль всё больше и больше обращался к религии и вере после мистического опыта, который он пережил в возрасте тридцати лет. Примкнув к янсенистскому течению христианства, он считал, что человек обречён из-за первородного греха на вечные страдания. Мы всеми силами стремимся избежать этих страданий: «Не имея возможности излечиться от смерти, нищеты и невежества, люди решили, чтобы быть счастливыми, не думать о таких вещах». Чтобы забыть о своём положении, мы не только ограничиваем свои мысли бесполезными вещами, но и множим жесты и тщетные действия. Воля, которая толкает нас к несущественному, относится к тому, что Паскаль называет «отвлечением». Любая жизнь, которая не включает в себя мысль о своей конечности, — это жизнь, полная отвлечений, которая уводит от Бога. Развлечения принимают самые разные формы и занимают очень важное место в нашей повседневной жизни. Паскаль утверждает, что если единственное, что утешает нас в наших страданиях, — это развлечения, то они также являются «величайшим из наших страданий».
Для Паскаля действие неизбежно подвержено отклонениям, и поэтому всё наше достоинство заключается в мысли, а не в действии. Но мысль, о которой идёт речь, принадлежит не геометру, физику или философу, которые чаще всего питаются гордостью и уводит от Бога. Это интроспективное открытие и познание нашей конечности, которые одни могут возвысить нас над другими созданиями и приблизить к Богу. «Человек — всего лишь тростинка, самая слабая в природе, но он мыслящая тростинка», утверждает в этом смысле Паскаль в знаменитой сентенции. Мысль — это сущность человека, которой он обязан своим величием, но лишь постольку, поскольку она открывает ему его конечность. Таким образом, христианская идея о необратимости человека является не только истиной, но и верой это должно быть принято, потому что только это придает человеческому существованию определённое достоинство. В этой перспективе Паскаль продвигает рефлексивную форму пессимизма, связывающую величие и страдание, где пренебрежение к себе и осознание собственного бессилия возвышают нас над собой, заставляя одновременно отказаться от тщетных поисков счастья.

## XVIII век

### Вольтер
В ответ на Лиссабонское землетрясение 1755 года Вольтер опубликовал в следующем году (1756 г.) пессимистическую «Поэму о Лиссабонской катастрофе», в которой критиковалась оптимистическая аксиома Александра Поупа в стихотворении «Эссе о человеке» (1733—1734 гг.), согласно которому, «всё, что есть, — правильно»; Вольтер изначально хвалил поэму Поупа, но позже в жизни стал критиковать выраженное Поупом мировоззрение. «Поэма о Лиссабонском землетрясении» особенно пессимистична в отношении состояния человечества и природы Бога. В ответ на поэму Жан-Жак Руссо отправил Вольтеру письмо, в котором утверждал, что «все человеческие беды — результат человеческих ошибок».
Вольтер был первым европейцем, которого критики назвали пессимистом в ответ на публикацию и международный успех его сатирического романа «Кандид» 1759 года — трактата, направленного против теистического оптимизма Лейбница и опровергающего его утверждение, что «мы живём в лучшем из всех возможных миров». Будучи деистом, Вольтер выступал против существования сострадательного персонифицированного Бога, интерпретируя проблему зла.

## XIX век

### Джакомо Леопарди
Джакомо Леопарди, хотя и был менее известен за пределами Италии, оказал большое влияние на XIX век, особенно на Шопенгауэра и Ницше. В мрачно-комических эссе, афоризмах, баснях и притчах Леопарди жизнь часто описывается как своего рода божественная шутка или ошибка.  По мнению Леопарди, люди обладают безграничным стремлением к удовольствию, которое, однако, не может быть удовлетворено какой-либо конкретной радостью. С этой точки зрения экзистенциальная проблема человека возникает из-за реального стремления к конкретным существующим удовольствиям, поскольку все они конечны и, следовательно, не могут удовлетворить стремление к бесконечному: 

Ощущение ничтожества всего сущего, недостаточность всех без исключения удовольствий для того, чтобы наполнить наш дух, и наша склонность к бесконечности, которую мы не понимаем, проистекают, возможно, из очень простой причины, которая скорее материальна, чем духовна. Человеческая душа (как и все живые существа), по сути, всегда стремится к удовольствию или счастью и сосредотачивается исключительно на них (хотя и в самых разных формах), что, если хорошенько подумать, одно и то же. Это желание и эта склонность не имеют границ, потому что они врождённы или рождаются вместе с самим существованием и поэтому не могут достичь своего завершения в том или ином удовольствии, которое не может быть бесконечным, а закончится только с окончанием жизни. И у него нет границ (1) ни по продолжительности (2), ни по масштабу. Следовательно, не может быть удовольствия, равного (1) ни по продолжительности, потому что ни одно удовольствие не вечно, (2) ни по степени, потому что ни одно удовольствие не безгранично, но природа вещей требует, чтобы всё существовало в пределах и имело границы и было ограничено.
В противовес сократовской точке зрения, присутствующей в диалогах Платона, которая связывает мудрость или знание со счастьем, Леопарди утверждает, что философия, положив конец ложным представлениям и невежеству, открывает людям истины, которые противоречат их счастью: «Те, кто говорит и проповедует, что совершенство человека заключается в познании истины и что все его беды происходят от ложных представлений и невежества, совершенно неправы. И так же поступают те, кто говорит, что человечество наконец-то станет счастливым, когда все или подавляющее большинство людей узнают истину и будут организовывать и управлять своей жизнью в соответствии с её нормами». По мнению Леопарди, окончательный вывод, к которому нас приводит философия, заключается в том, что, как ни парадоксально, мы не должны заниматься философией. Однако такой вывод можно сделать только на собственном опыте, и даже после того, как он сделан, его нельзя применить на практике, потому что «люди не в силах забыть известные им истины и потому что любую другую привычку можно отбросить легче, чем привычку философствовать. Короче говоря, философия начинает с надежды и обещаний вылечить наши недуги и заканчивает тщетными попытками найти лекарство для самой себя».
Леопарди считал, что сама природа враждебна счастью человека и всех остальных живых существ. В его «Диалоге между природой и исландцем» главный герой-исландец рассказывает, как в попытке убежать от страданий он столкнулся с суровой погодой, стихийными бедствиями, другими животными, болезнями и старением. В конце диалога исландец спрашивает Природу: «Ради чьего удовольствия и служения поддерживается эта жалкая жизнь в мире, поддерживаемая страданиями и смертью всех существ, из которых он состоит?», но Природа не отвечает напрямую. Вместо этого внезапно появляются два голодных льва и пожирают исландца, обретая таким образом силы, чтобы прожить ещё один день.
Леопарди ответил на эти условия тем, что принял их и попытался жить яркой и насыщенной жизнью, рисковать и браться за рискованные задачи. Он утверждал, что эта неопределённость делает жизнь ценной и захватывающей, но не освобождает людей от страданий; скорее, это отказ от тщетных поисков счастья. Он привёл в пример Христофора Колумба, который отправился в опасное и рискованное путешествие и благодаря этому стал ценить жизнь более полно. Леопарди также считал способность людей смеяться над своим положением похвальным качеством, которое может помочь им справиться с затруднительным положением: «Тот, у кого хватает смелости смеяться, — хозяин мира, как и тот, кто готов умереть».

## Немецкий пессимизм
Хотя первые проявления философского пессимизма относятся к античности, никогда прежде он не принимал таких систематических форм и не подвергался такому тщательному анализу, как в Германии во второй половине XIX века:4.  В течение почти пятидесяти лет вопрос о пессимизме обсуждался в контексте Weltschmerz:4.  Вопрос о пессимизме доминировал в немецкой философской мысли, и «спор о пессимизме» был его основным предметом обсуждения:8.  Дискуссия, развернувшаяся в Германии вокруг этого движения, в значительной степени была сосредоточена на его центральном тезисе: отрицательной ценности существования:4.

### Артур Шопенгауэр
Первое систематическое изложение философского пессимизма с целой структурой метафизики, лежащей в его основе, было представлено немецким философом Артуром Шопенгауэром в XIX веке. Пессимизм Шопенгауэра проистекал из его анализа жизни как продукта ненасытной и непрекращающейся космической Воли. Он считал Волю высшим метафизическим одухотворяющим ноуменом, описывая её как бесцельное, беспокойное и неутолимое стремление, охватывающее как неорганическую, так и органическую природу, и наиболее интуитивное и непосредственное постижение которого человек может достичь, наблюдая за собственным телом и желаниями: 

Рассматривая ту часть природы, которая лишена познания, мы уже увидели, что её внутренняя сущность — это непрерывное стремление без цели и без покоя, и это становится ещё более очевидным, когда мы рассматриваем животных и людей. Желание и стремление составляют всю их сущность, сравнимую с неутолимой жаждой. Но в основе всякого желания лежит потребность, недостаток и, следовательно, боль, которая является его изначальной судьбой в силу его сущности. Если, с другой стороны, ему не хватает объектов для воления, а прежние объекты быстро исчезают, потому что их слишком легко достичь, то его охватывает ужасная пустота и скука: то есть его сущность и само его бытие становятся для него невыносимым бременем. Таким образом, его жизнь раскачивается, как маятник, между болью и скукой; по сути, это те составляющие, из которых она в конечном счёте состоит. Это также было очень образно выражено в утверждении, что после того, как люди поместили всю боль и страдания в ад, на небесах не осталось ничего, кроме скуки.
Шопенгауэр считал человеческий разум слабым и незначительным по сравнению с Волей; в одной из метафор он сравнил человеческий интеллект со зрячим хромым, который сидит на плечах сильного, но слепого человека (Воли) Он отметил, что, как только желания человека удовлетворены, чувство удовлетворения длится недолго, являясь лишь отправной точкой для новых желаний, и в результате люди проводят большую часть своей жизни в состоянии бесконечного стремления; в этом смысле в глубине души они представляют собой не что иное, как Волю. Даже моменты удовлетворения, когда они достигнуты и не сразу уступают место новым желаниям и страстным стремлениям, приводят только к тому, что человек предается скуке, которая для Шопенгауэра является прямым доказательством того, что существование само по себе не имеет реальной ценности: 

Что такое скука, как не чувство пустоты жизни? Если бы жизнь, стремление к которой является самой сутью нашего бытия, обладала какой-либо положительной внутренней ценностью, скуки бы вообще не было: само существование удовлетворяло бы нас, и мы ни в чём бы не нуждались.
Более того, Шопенгауэр утверждал, что суть биологической жизни — это война всех против всех, наполненная постоянными конфликтами и борьбой, а не просто скукой и неудовлетворёнными желаниями. В такой борьбе каждое отдельное проявление воли-к-жизни соперничает с другими за сохранение своего собственного проявления: 

Эта вселенская борьба наиболее ярко проявляется в животном мире, который питается растительным миром и в котором каждое животное, в свою очередь, становится пищей и добычей для другого животного, то есть материя, в которой проявляется его идея, должна уступить место проявлению другой идеи, поскольку каждое животное может поддерживать своё существование, только постоянно уничтожая другое животное. Таким образом, воля к жизни постоянно живёт и питается сама собой в своих различных формах вплоть до человеческого рода, который превосходит все остальные формы и рассматривает природу как созданную для собственного использования. Но в Четвёртой книге мы также обнаружим, что это та же человеческая раса, в которой эта борьба, это саморазрушение воли проявляется с ужасающей ясностью, и человек человеку — волк.
Он также утверждал, что удовольствие и боль асимметричны: удовольствие имеет негативную природу, а боль — позитивную. Под этим Шопенгауэр подразумевал, что удовольствие не приходит к нам изначально само по себе; то есть удовольствие может существовать только как устранение уже существующей боли или желания, в то время как боль напрямую и немедленно заявляет о себе нашему восприятию: 

Всякое удовлетворение, или то, что обычно называют счастьем, на самом деле и по сути всегда отрицательно и никогда не бывает положительным. Это не что-то изначальное, что приходит к нам само по себе, это всегда удовлетворение какого-либо желания. Это происходит потому, что желание, то есть нехватка чего-либо, является предварительным условием для любого удовольствия. Но желание заканчивается удовлетворением, а следовательно, и удовольствие тоже. Таким образом, удовлетворение или счастье никогда не могут быть чем-то большим, чем избавление от боли или нужды. <…> Только недостаток, то есть боль, когда-либо даётся нам напрямую. Наше познание удовлетворения и удовольствия является лишь косвенным, когда мы вспоминаем страдания и лишения, которые предшествовали им и прекратились, когда они появились.
Что касается старости и смерти, к которым неизбежно стремится каждая жизнь, Шопенгауэр описывал их как приговор, вынесенный самой природой каждому конкретному проявлению воли-к-жизни, указывая на то, что всё стремление каждого явления обречено на провал и по сути своей пусто и тщетно, ибо если бы мы были чем-то ценным само по себе, безусловным и абсолютным, то не ставили бы своей целью небытие: 

Какая разница между нашим началом и нашим концом! Первое — в неистовстве желания и экстазе чувственного удовольствия; второе — в разрушении всех органов и затхлом запахе трупов. Путь от рождения к смерти всегда ведёт вниз с точки зрения благополучия и наслаждения жизнью: блаженное мечтательное детство, беззаботная юность, тяжёлая зрелость, хрупкая и зачастую жалкая старость, мучительная последняя болезнь и, наконец, агония смерти. Разве это не похоже на то, что существование — это ложный шаг, последствия которого постепенно становятся всё более очевидными?
Шопенгауэр видел в художественном созерцании временный уход от акта воли. Он считал, что, «теряя себя» в искусстве, можно сублимировать волю. Однако он считал, что только отказ от бессмысленного стремления воли к жизни посредством аскетизма, который он интерпретировал как «умерщвление воли» или «отрицание воли к жизни» (как это практиковали восточные монахи и «святые и аскеты»), может полностью освободить человека от Воли.
Шопенгауэр никогда не использовал термин «пессимизм» для описания своей философии, но и не возражал, когда другие называли её так. Другие термины, используемые для описания его взглядов, — волюнтаризм и иррационализм, которые он также никогда не использовал.

### Постшопенгауэрский пессимизм
В последние годы жизни Шопенгауэра и в последующие годы после его смерти постшопенгауэровский пессимизм стал популярным направлением в Германии XIX века. Тем не менее, другие популярные в то время философские течения, такие как гегельянство, материализм, неокантианство и зарождающийся позитивизм, относились к нему с пренебрежением. В эпоху грядущих революций и захватывающих открытий в науке покорность и антипрогрессивность типичного пессимиста рассматривались как препятствие для социального развития. Чтобы ответить на эту растущую критику, группа философов, находившихся под сильным влиянием Шопенгауэра (некоторые из них даже были его личными знакомыми), разработала свой собственный вид пессимизма, каждый по-своему уникальный. Такие мыслители, как Юлиус Банзен, Эдуард фон Гартман, Филипп Майнлендер и другие, культивировали постоянно растущую угрозу пессимизма, превращая трансцендентальный идеализм Шопенгауэра в то, что Фредерик К. Байзер называет трансцендентальным реализмом:213. Тезис трансцендентального идеализма заключается в том, что люди знают только видимость вещей (а не вещи-в-себе); тезис трансцендентального реализма заключается в том, что «знание о том, как вещи представляются нам в опыте, даёт нам знание о вещах-в-себе».
Если бы Шопенгауэр придерживался трансцендентального реализма, его мрачные наблюдения о природе мира стали бы полностью познаваемыми и объективными и таким образом обрели бы достоверность. Достоверность пессимизма заключается в том, что небытие предпочтительнее бытия. Это, наряду с метафизической реальностью воли, было предпосылками, которые последователи Шопенгауэра унаследовали от его учения. Исходя из этой общей отправной точки, каждый философ в своей философии разработал собственный негативный взгляд на бытие.
Некоторые пессимисты успокаивали критиков, признавая обоснованность их замечаний и принимая историзм, как это было в случае с литературным наследником Шопенгауэра Юлиусом Фрауэнштадтом и фон Гартманом (который придал трансцендентальному реализму уникальную форму). Агнес Тауберт, жена фон Гартмана, в своей работе «Пессимизм и его противники» определила пессимизм как вопрос измерения эвдемонистической ценности жизни, чтобы определить, предпочтительнее ли существование небытию, и, как и её муж, Тауберт утверждала, что ответ на этот вопрос «можно получить эмпирическим путём». Ольга Плюмахер критиковала Шопенгауэра за пессимизм, который «не был таким хорошим, каким мог бы быть», и в результате уступал идеям фон Гартмана на эту тему, которые допускали социальный прогресс. Юлиус Банзен изменил представление о пессимизме в целом:231, а Филипп Майнлендер стремился переосмыслить и прояснить природу воли, представляя её как саморазрушительную волю-к-смерти:202.

#### Полемика о пессимизме
Полемика о пессимизме или пессимистический диспут (нем. Pessimismusstreit) — интеллектуальный спор, возникший в Германии в 1860-х годах и закончившийся примерно в начале Первой мировой войны. Среди философов, принявших в нём участие, были Фридрих Ницше, Евгений Дюринг, Эдуард фон Гартман, неокантианцы, Агнес Тауберт, Ольга Плюмахер и критики фон Гартмана.
Споры впервые возникли в 1860-х годах в ответ на растущее посмертное признание Артура Шопенгауэра. Это привело к публикации множества критических статей, в которых его пессимизм подвергался нападкам. Публикация в 1869 году «Философии бессознательного» фон Гартмана, которая подтвердила и развила учение Шопенгауэра, возобновила споры. В 1870-х и 1880-х годах фон Гартман опубликовал множество статей и четыре книги в ответ на критику. Агнес Тауберт (жена фон Гартмана) в 1873 году в ответ на критику своего мужа опубликовала книгу «Пессимизм и его противники», которая оказала сильное влияние на полемику. Немецко-американский философ Амали Дж. Хэтэуэй была названа непризнанным участником полемики.
Дискуссия также распространилась на Великобританию и Соединённые Штаты. Фрэнсис Пауэр Кобб в своём эссе 1877 года раскритиковала женоненавистничество Шопенгауэра, но утверждала, что рост пессимизма отражает растущую эмпатию — признак общественного прогресса. По её мнению, это делало пессимизм саморазрушительным, поскольку его распространение указывало на улучшение мира и рост сострадания.

## Пессимизм в Викторианской эпохе
Пессимизм многих мыслителей Викторианской эпохи связывают с реакцией на «доброжелательно прогрессивные» взгляды эпохи Просвещения, которые часто выражали представители романтизма. Работы Шопенгауэра, в частности его концепция первичности воли, также считаются важным фактором, повлиявшим на викторианский пессимизм, как и публикация Дарвином в 1859 году своей научной работы «Происхождение видов».
Некоторые британские писатели того времени, в том числе Мэтью Арнолд, Эдвард Фицджеральд, Джеймс Томсон, Алджернон Чарльз Суинберн, Эрнест Доусон, А. Э. Хаусман, Томас Харди, Кристина Россетти и Эми Леви, были известны своим пессимизмом в произведениях. Пессимистические темы в частности затрагивают любовь, фатализм и религиозные сомнения. Стихи канадского поэта Фредерика Джорджа Скотта также считаются примером «Викторианского пессимизма», как и стихи американского поэта Эдвина Арлингтона Робинсона.
В этот период художественные образы природы изменились: от доброжелательных, возвышенных и божественных до активно враждебных, соперничающих или безразличных. Альфред Теннисон, проиллюстрировал это изменение строчкой «<…> у природы окровавленные клыки и когти» в своём стихотворении «Памяти А. Г. Х.» 1850 года.

### Комментарии
1. ↑  Байзер рассматривает общепринятую точку зрения, согласно которой Шопенгауэр был трансцендентальным идеалистом, и отвергает её: «Хотя с точки зрения трансцендентального идеализма это глубоко еретично, объективная точка зрения Шопенгауэра включает в себя форму трансцендентального реализма, то есть предположение о независимой реальности мира опыта»[1]:40.

### Основная литература

#### Книги
- Benatar, David. The Human Predicament: A Candid Guide to Life's Biggest Questions :  [англ.]. — Oxford : Oxford University Press, 2017. — ISBN 978-0-19-063381-3. A modern account of pessimistic thought.
- The World as Will and Representation. — Cambridge University Press, 2010. — Vol. 1. — ISBN 978-0-521-87184-6. — doi:10.1017/CBO9780511780943. The first volume of the seminal work in pessimism.
- The World as Will and Representation. — Cambridge University Press, 2018. — Vol. 2. — ISBN 978-0-521-87034-4. — doi:10.1017/9780511843112. The second volume of the seminal work in pessimism.

#### Эссе
- Zapffe, Peter Wessel (2004) [1933]. The Last Messiah. Philosophy Now. No. 45. Translated by Tangenes, Gisle R. pp. 35–39. ISSN 0961-5970. Архивировано 22 сентября 2020. Дата обращения: 18 сентября 2022. A short and accessible essay.

#### Научные статьи
- Contestabile, Bruno (2016). The Denial of the World from an Impartial View. Contemporary Buddhism. 17: 49–61. doi:10.1080/14639947.2015.1104003. S2CID 148168698. Penultimate draft
- Hassan, Patrick (2021). Individual vs. World in Schopenhauer's Pessimism. The Southern Journal of Philosophy. 59 (2): 122–152. doi:10.1111/sjp.12401. S2CID 234303325.

### Вторичная литература

#### Научные статьи
- Hassan, Patrick (2021). Individual vs. World in Schopenhauer's Pessimism. The Southern Journal of Philosophy. 59 (2): 122–152. doi:10.1111/sjp.12401. S2CID 234303325.
- Janaway, Christopher (2022). Worse than the best possible pessimism? Olga Plümacher's critique of Schopenhauer. British Journal for the History of Philosophy. 30 (2): 211–230. doi:10.1080/09608788.2021.1881441. S2CID 233897050.

#### Книги
- Beiser, Frederick C. Weltschmerz: Pessimism in German Philosophy, 1860–1900 :  [англ.]. — Oxford : Oxford University Press, 2016. — ISBN 978-0-19-876871-5. A historical account of German pessimism.
- Coates, Ken. Anti-Natalism: Rejectionist Philosophy from Buddhism to Benatar. — First Edition Design Publishing, 2016. — ISBN 978-1506-902-40-1. A historical account of life rejection from ancient traditions to contemporary figures.
- Ligotti, Thomas. The Conspiracy Against the Human Race: A Contrivance of Horror. — New York : Hippocampus Press, 2011. — ISBN 978-0-9844802-7-2. A very readable telling of many pessimistic ideas.
- Dark Matters: Pessimism and the Problem of Suffering. — Princeton : Princeton University Press, 2021. — ISBN 978-0-691-20662-2. An often-cited work building a case for pessimism.